# Wijngaard St. Martinus
Wijngaard St. Martinus, ook wel Wijngoed St. Martinus, is een wijngoed in het gehucht Rott bij Vijlen, in het zuidoosten van de Nederlandse provincie Limburg. Het wijngoed bestaat officieel sinds 1988 en was het eerste wijngoed in Nederland dat rode wijn produceerde. Door de kleinschalige en experimentele aanplant van klassieke en hybride druivenrassen heeft het wijngoed tevens een belangrijke rol gespeeld in het onderzoek naar druivenrassen, die onder de Nederlandse omstandigheden de beste kwaliteitswijnen opleveren. De wijngaarden liggen in de wijnstreken Vijlen en Mergelland, en beslaan in totaal circa 28 hectare. St. Martinus is daarmee het grootste wijngoed van Nederland.

## Geschiedenis
Omstreeks 1980 plantte Vijlenaar Hans Beurskens bij wijze van hobby een kleine wijngaard aan in zijn geboortedorp. Beurskens had op dat moment alleen ervaring met het maken van appel- en andere fruitwijnen. De wijngaard groeide al snel uit tot een proeftuin voor druivenrassen. In 1986 verhuisde het gezin Beurskens naar het vlakbij Vijlen gelegen gehucht Rott, waar een nieuwe wijngaard werd aangelegd. Hier werd geëxperimenteerd met een veertigtal rode druivenrassen, om te zien welke rassen in deze omgeving geschikt waren om een kwalitatief goede rode wijn van te maken. In 1988 werd de naam St. Martinus voor het wijngoed bedacht, naar de patroonheilige van Vijlen, de heilige Martinus van Tours, tevens de patroonheilige van de wijnbouwers in de omgeving van Tours. In 1990 produceerde St. Martinus de eerste rode wijn, gemaakt van maar liefst acht druivenrassen (o.a. Regent, Rondo, Hegel, Zweigeltrebe & Pinot Noir).
In 1995 nam zoon Stan Beurskens (aanvankelijk tijdelijk) de wijngaard over van zijn zieke vader. De wijngaard was op dat moment niet groter dan 1,9 hectare, waarvan 1,5 hectare jonge, nog niet productieve aanplant. Stan was nog geen achttien jaar oud, maar maakte desondanks dat jaar zijn eerste witte en rode wijn. Gedurende zijn studie procestechnologie in Wageningen specialiseerde hij zich gaandeweg in de oenologie (wijnbouwtechniek), onder andere aan de universiteiten van Wageningen en Stellenbosch (Zuid-Afrika), en aan de gespecialiseerde Forschungsanstalt Geisenheim in Geisenheim (Duitsland). Daarna deed hij ruim tien jaar praktijkervaring op in verschillende wijngaarden wereldwijd. In 2007 begon hij een eigen adviesbureau, dat tientallen wijngaardeniers in binnen- en buitenland begeleidde. Daarnaast is hij voorzitter van het Wijninstituut Nederland, dat zich toelegt op de kwalitatieve verbetering van de Nederlandse wijnbouw.
In 1999 werd voor het eerst een medaille gewonnen, een Franse bronzen medaille voor een primeur van Hegel en Rondo. In 2003 volgde de eerste gouden medaille voor een rode cuvee uit 2001. In 2008 werd voor het eerst een mousserende wijn geproduceerd. In 2014 werd wijngaard De Koulen in Klimmen overgenomen. In hetzelfde jaar werd een nieuwe wijnkelder, inclusief het Wijnkenniscentrum, in gebruik genomen. Vanaf 2016 wordt samengewerkt met de Gulpener Bierbrouwerij, waarbij een speciaalbier in gebruikte wijnvaten gelagerd wordt ('Gulle Tinus', 12% alcohol). In 2017 werd de eerste sulfietvrije witte wijn in Nederland geproduceerd. In 2018 werd de eerste Limburgse grappa geproduceerd. In 2019 werd wijngaard Ceres in Voerendaal overgenomen, waarmee de omvang van het areaal toenam tot 24 hectare. Ook werden er voor het eerst meer dan 100.000 flessen wijn geproduceerd. In datzelfde jaar werd St. Martinus voor de vijfde keer uitgeroepen tot beste wijngaard van Nederland. In 2021 was St. Martinus de grote winnaar op de Wijnkeuring van de Lage Landen, met acht gouden, vijftien zilveren en vijf bronzen medailles. Het was daarmee de enige deelnemer met meer dan twee gouden medailles.

## Beschrijving
Het wijngoed beslaat anno 2022 ongeveer 28 hectare, verspreid over enkele locaties in Zuid-Limburg, deels in eigendom, deels gepacht. Circa tien hectare is beplant met klassieke druivenrassen; de rest met nieuwe rassen. In de door Hans Beurskens aangelegde proeftuin wordt nog steeds geëxperimenteerd met circa honderd druivenrassen. Ook koopt het wijngoed druiven van andere wijngaarden in. Het bedrijf telt circa 25 werknemers; in de oogsttijd zijn dat er meer. Het wijngoed onderscheidt zich door de combinatie van duurzame, milieuvriendelijke productie en hightech. Enerzijds wordt er veel handwerk verricht, wordt het gebruik van kunstmest en herbiciden vermeden, wordt het energieverbruik beperkt en wordt water zoveel mogelijk teruggewonnen; anderzijds worden robots en  drones ingeschakeld, waardoor de groei en kwaliteit van de druiven constant bewaakt wordt en de verspreid gelegen wijngaarden gericht behandeld kunnen worden.
De wijnen van St. Martinus zijn sinds 1999 internationaal bekroond met honderden medailles.